# Ryan Meikle
Ryan Meikle (Ipswich, 13 augustus 1996) is een Engelse darter die de toernooien van de PDC speelt.
Hij bereikte in 2019 de halve finale van het PDC Jeugd Wereldkampioenschap, waarin hij met 6-3 verloor van Adam Gawlas.

## Resultaten op wereldkampioenschappen

### PDC
- 2020: Laatste 96 (verloren van Yuki Yamada met 1–3)
- 2021: Laatste 96 (verloren van Keegan Brown met 0-3)
- 2022: Laatste 64 (verloren van Peter Wright met 0-3)
- 2023: Laatste 64 (verloren van Raymond van Barneveld met 1-3)
- 2025: Laatste 64 (verloren van Luke Littler met 1-3)

### PDC World Youth Championship
- 2015: Laatste 64 (verloren van Jamie Lewis met 0-6)
- 2016: Laatste 64 (verloren van Bradley Kirk met 5-6)
- 2017: Laatste 64 (verloren van Rhys Griffin met 2-6)
- 2018: Laatste 16 (verloren van Harry Ward met 3-6)
- 2019: Halve finale (verloren van Adam Gawlas met 3-6)
- 2020: Kwartfinale (verloren van Jeffrey de Zwaan met 5-6)